# ビートたけしの教科書に載らない日本人の謎
『たけしの教科書に載らない日本人の謎』（たけしのきょうかしょにのらないにっぽんじんのなぞ）は日本テレビ系列で正月に放送されていた教養番組であり、ビートたけしの冠番組である。2009年から2012年まで計4回放送された。

## 概要
「教科書には決して載らない」日本人の謎やしきたりを多角的に検証し、日本人のDNAを解明する。
新春番組として定期的に放送されており、年末の午前中に再放送されるのが恒例となっている。

## 出演者

### 司会
- ビートたけし

### ナビゲーター
第1回・第3回
- 羽鳥慎一

第2回
- 西尾由佳理

第4回
- 鈴江奈々（日本テレビアナウンサー）

### ゲスト
第1回
- 松坂慶子
- 市川亀治郎
- 里田まい
- 東国原英夫（宮崎県知事（当時））
- 荒俣宏
- 竹田恒泰

第2回
- 高畑淳子
- 石原良純
- ビビる大木
- 木下優樹菜
- 東国原英夫
- 荒俣宏

第3回
- 今田耕司
- 優木まおみ
- 柳原可奈子
- 羽田美智子
- 荒俣宏

第4回
- 天野ひろゆき
- 大沢あかね
- 茂山逸平
- 吉行和子
- 荒俣宏

### VTR出演
第1回
- なだぎ武

第2回
- ハイキングウォーキング

第3回
- カンニング竹山
- 小島よしお

第4回
- 北陽
- 森三中

## 放送日時
日時は全てJST
| 回数  | 放送日時                  | 視聴率 |
| ----- | ------------------------- | ------ |
| 第1回 | 2009年1月3日20:54 - 23:18 | 12.9%  |
| 第2回 | 2010年1月2日21:00 - 23:24 | 13.2%  |
| 第3回 | 2011年1月3日21:00 - 23:24 | 12.7%  |
| 第4回 | 2012年1月9日21:00 - 22:48 | 9.7%   |

## テーマ
第1回
- 篤姫はなぜ上野の山に眠るのか
- 初詣では神社と寺どちらに行くべきなのか
- 「厄」とはなにか
- たけし人生初の伊勢参り

第2回
- なぜ初日の出を拝むのか
- なぜ仏滅・大安を気にするのか
- たけしの故郷足立区はなぜ“足立”なのか
- たけし人生初の熊野詣で

第3回
- なぜこれほど日本に仏様が根付いたのか
- 最澄と空海は何をしたのか
- たけし人生初の高野山参り

第4回
- 日本語はどのようにできたのか
- 日本語は歴史を遡ってどこまで通じるのか
- 秀吉の尾張弁は諸国大名に通じたのか
- たけし人生初の比叡山延暦寺参り

## スタッフ
第4回（2012年1月9日）放送時点
- 構成：武田浩、河合秀仁
- TM：江村多加司
- SW：米田博之
- カメラ：日向野崇
- 音声：鈴木謙介
- VE：斎藤孝行
- VTR：牛山敏彦
- 照明：佐野広之
- 編集：松崎猛・梅本大介（オムニバス・ジャパン）
- MA：和田龍彦（オムニバス・ジャパン）
- 美術：牧野沙和、熊崎真知子（第2回はデザインと表記）
- 大道具：小笠原憲仁
- 小道具：佐々木洋平
- 音効：四元裕二・吉元大介（メディアハウスサウンドデザイン）
- CG：山田健介、もりいくすお、井澤由花子、新藤杏子
- 編成：田中裕樹、穂積武信
- 広報：柳沢典子
- 美術協力：日テレアート
- 技術協力：NiTRo、マイシャ、スパイラルビジョン、千里ビデオサービス、我撮]
- 監修：荒俣宏、沖森卓也、小林千草、山口謡司
- デスク：安永美和
- アシスタントディレクター：田中雄一、福永忠史、伊藤春香
- リサーチ：牟田口有希
- 制作進行：武田雄一
- ディレクター：河合希絵、阿部高、竹本有希、村上裕介、斉田泰伸
- 演出：村上和彦、池谷賢志
- アシスタントプロデューサー：梅野真未
- プロデューサー：大澤弘子、瀬崎一世
- チーフプロデューサー：鈴江秀樹
- 制作協力：イースト・エンタテインメント（第1 - 3回までイーストと表記）
- 製作著作：日本テレビ

### 過去のスタッフ
- SW：村松明（第2回）
- カメラ：中川昭生（第2回）
- 音声：白水英国（第2回）
- VE：石野太一（第2回）
- VTR：山口孝志（第2回）
- 照明：渡辺一成（第2回）
- 編集：杉山友宣・門馬英行（McRAY、共に第2回）
- MA：村田祐一（McRAY、第2回）
- 美術：小宮菜々子（第2回）
- 大道具：田村佳久（第2回）
- 小道具：米山幸市（第2回）
- 音効：有木岳人（メディアハウスサウンドデザイン、第2回）
- CG：高瀬裕章（スタジオエル、第2回）
- 編成：糸井聖一（第2回）
- 技術協力：ITS（第2回）
- 監修
  - （第2回）：竹田恒泰、片山真人、谷川清隆、安本美典、新谷尚紀、宮元建次
- リサーチ：川崎浩子、平松都（ノマド）
- アシスタントディレクター：伊藤才聞、野口博志、加藤奈津美、郡奈津美
- ディレクター
  - （第2回）：中谷聡、河合優、堀だいすけ、石川北二、大谷利彦、伊藤裕子
- アシスタントプロデューサー：斉藤嘉久（第2回）